# Giulia Mesa
Giulia Mesa (latino: Iulia Maesa; Emesa, 7 maggio prima del 160 – Roma, 3 agosto 224) di origine siriana, membro della dinastia dei Severi, nonna degli imperatori romani Eliogabalo e Alessandro Severo, in quanto madre delle rispettive madri Giulia Soemia e Giulia Mamea, sorella di Giulia Domna, è una delle donne che esercitarono il potere nell'Impero romano da dietro il trono. La dinastia dei Severi era dominata da donne molto potenti, una delle quali era Mesa. Come sua sorella Giulia Domna, ha anche esercitato la massima influenza nell'impero. Politicamente capace e spietata, combatté per il potere dopo il suicidio della sorella e la morte di Caracalla ed eliminò Macrino, poi mantenne il potere fino alla morte a Roma, morendo durante il regno di Alessandro Severo.

## Biografia
Figlia di Giulio Bassiano, sacerdote del dio solare El-Gabal, patrono di Emesa (Siria), Giulia Mesa sposò Giulio Avito, cui diede due figlie, Giulia Mamea e Giulia Soemia, entrambe madri di un imperatore. A seguito dell'ascesa al trono del cognato, il generale libico Settimio Severo, marito della sorella Giulia Domna, Mesa si trasferì a Roma a vivere con la sorella.
Dopo la morte del nipote e imperatore Caracalla e il suicidio di Domna, Mesa ritornò in Siria, ma il successore di Caracalla, l'imperatore Macrino non la proscrisse, consentendole di mantenere i propri beni. Mesa organizzò allora un complotto volto a rovesciare Macrino e a mettere sul trono il figlio quattordicenne di Soemia, Sestio Vario Avito Bassiano: per aumentarne le possibilità di riuscita, Mesa fece girare la voce che il nipote non fosse altri che il figlio illegittimo di Caracalla. Macrino fu deposto, anche perché era di oscure origini e senza legami politici, e il nipote di Mesa divenne imperatore, assumendo il nome di Marco Aurelio Antonino ma da tutti fu soprannominato Eliogabalo.
Mesa venne onorata dal nuovo imperatore: il nipote le conferì il titolo di Augusta avia Augusti ("Augusta, nonna dell'Augusto"). Eliogabalo mostrò segno di voler fare di propria volontà, assumendo decisioni disastrose per un imperatore (come sposare una vergine vestale e imporre il culto del Sol Invictus al posto di Giove); allora Mesa gli fece adottare un suo altro nipote, Marco Giulio Alessiano Bassiano (figlio di Giulia Mamea, noto più tardi come Alessandro Severo) che inizialmente lo affiancò al potere col titolo di cesare. Con l'ulteriore deterioramento della posizione dell'imperatore e al sorgere delle rivalità con cugino, Mesa dimostrò di appoggiare il secondo e forse ebbe qualche ruolo nel successivo assassinio di Eliogabalo e della madre Giulia Soemia per opera della sua stessa guardia pretoriana
.
L'evidenza durante il regno di Severo Alessandro attesta che i primi anni del suo regno furono dominati da sua madre e sua nonna e loro, come reggenti del giovane imperatore, sovrintendevano alla gestione quotidiana dell'impero, lei e Giulia Mamea sedevano al Senato quotidianamente a capo dell'intero organo amministrativo del paese, costantemente consigliando Alessandro, in ogni momento, poiché le iscrizioni recanti il nome dell'imperatore si riferivano a lui come Juliae Mamaeae Aug (ustae) filio Juliae Maesae Aug (ustae) nepote (figlio di Julia Mamaea e nipote di Julia Maesa).
Mesa morì nel 226, e fu divinizzata.

## Altro
Antonio Nibby riporta di aver trovato, durante la sua perlustrazione ad Anguillara Sabazia, frammenti di un'iscrizione riferita a Giulia Mesa: maesae.sanctissimae.